# Мавронери (река)
Мавроне́ри (греч. Μαυρονέρι — «Чёрная река»), также Эсонас (Αίσωνας) — небольшая река в Греции, на юге периферии Центральная Македония. Берёт исток на северных склонах гор Титарос и на южных склонах гор Пиерия, близ Фтери, к югу от города Велвендос, к северу от Ливадиона и к северо-востоку от Айос-Димитриоса. Течёт на восток, где собирает стоки с северных склонов гор Олимп. Течёт мимо города Катерини, где принимает правый приток Пелекас и впадает в залив Термаикос Эгейского моря к юго-востоку от Катерини.
В античной географии река называлась Эсон (Эзон, др.-греч. Αἴσων).
При реке Эсон в 168 году до н. э. состоялась битва при Пидне, в которой Персей Македонский потерпел поражение от римских войск под командованием консула Эмилия Павла, что привело к полному подчинению Македонии Риму.